# Olivier Marceau
Olivier Marceau (Fontenay-aux-Roses, 30 de janeiro de 1973) é um triatleta profissional francês. 

## Carreira

### Olimpíadas
Olivier Marceau disputou os Jogos de Sydney 2000, terminando em 7º lugar com o tempo de 1:49:18.03.  Em Atenas 2004, terminou na 8º colocação. E em Pequim 2008, terminando em 19º colocado